# Hiraeth
Hiraeth – debiutancki album polskiej grupy rockowej i grającej muzykę świata Lion Shepherd. Ukazał się 25 września 2015 nakładem firmy fonograficznej MJM Music PL / Glassville Records. Dziesięć kompozycji z płyty to mieszanka rocka i muzyki świata – słychać tu arabską lutnię oud, perski santur, jemeńskie czy irańskie wokalizy oraz hinduskie perkusjonalia. W nagraniu albumu udział wzięli m.in. Sławek Berny, Wojciech Ruciński, Samuel Owczarek, Radosław Kordowski i muzycy pochodzenia arabskiego i perskiego (Jahiar Irani, Rasm Al Mashan). Trasa koncertowa związana z promocją płyty, wspólna z koncertami Riverside oraz The Sixxis, rozpoczęła się 15 października 2015 i objęła 22 miasta w 8 państwach (m.in. Wielka Brytania, Portugalia, Niemcy, Francja).

## Lista utworów
1. „Fly On”
2. „Lights Out”
3. „Brave New World”
4. „Music Box Ballerina”
5. „I'm Open”
6. „Past In Mirror”
7. „Wander”
8. „Infidel Act of Love”
9. „Smell of War”
10. „Strongest Breed”